# Konuklar, Çayıralan
Konuklar là một thị trấn thuộc huyện Çayıralan, tỉnh Yozgat, Thổ Nhĩ Kỳ. Dân số thời điểm năm 2010 là 2.647 người.